# ۵۹۳ (خورشیدی)
۵۹۳ پانصد و نود و سومین سال هجری خورشیدی است.